# Fort Bäzberg

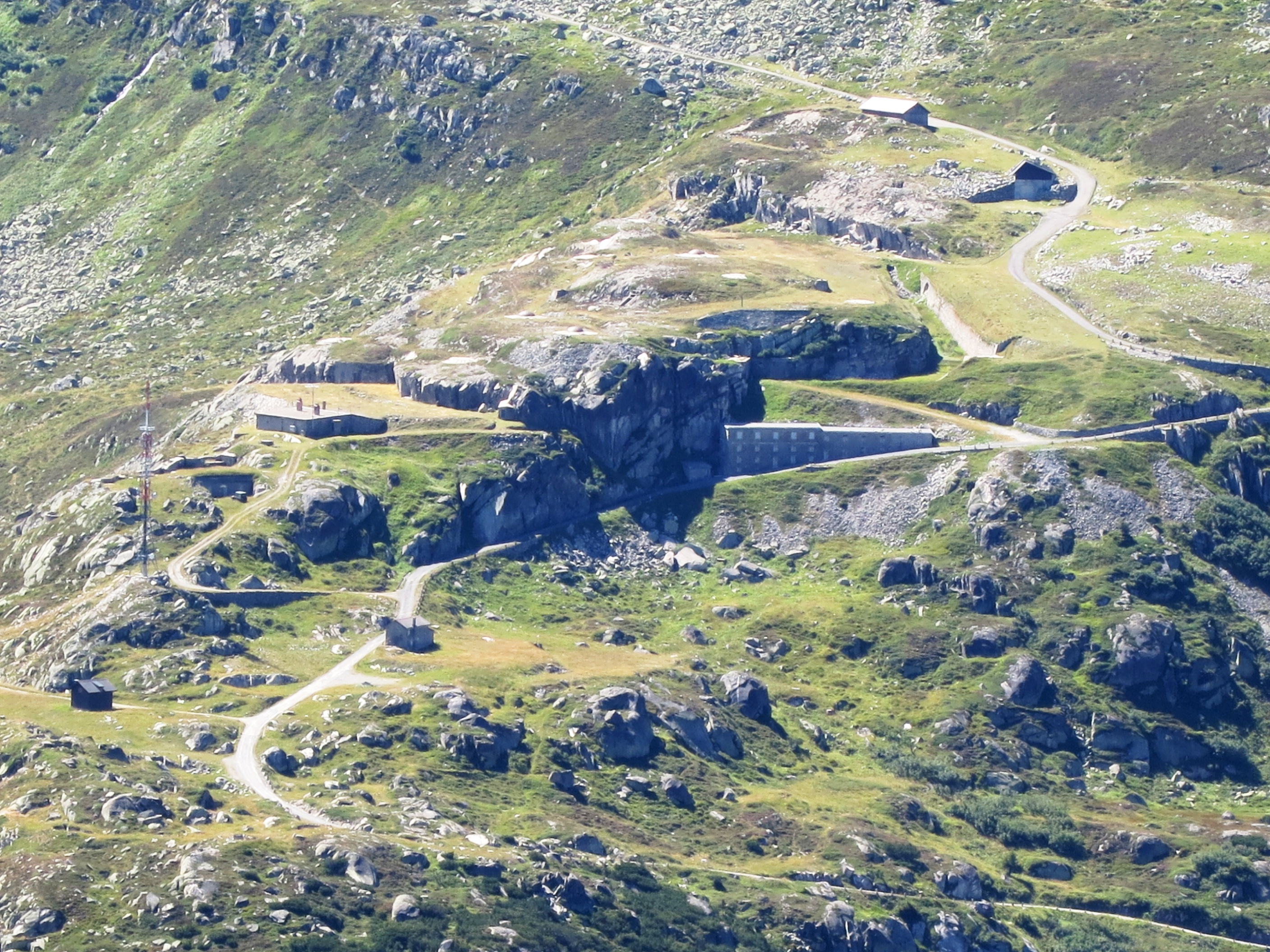
Fort Bäzberg mit den drei Turmkanonen und der Kaserne

Das Fort Bäzberg war als Artilleriewerk (A8860) Teil der Gotthardbefestigungen im Raum Andermatt und 1892 mit dem an seinem Fuss liegenden Fort Bühl eines der ersten Felswerke in Europa. Das 1892 erbaute Fort wurde 1947 als Kampfanlage aufgehoben und diente bis 2017 als Gebirgsunterkunft.

## Geschichte
Mit der Vollendung des ersten Gotthardtunnels 1882 wuchs die Bedeutung der Gotthardachse und die Notwendigkeit der militärischen Sicherung. Der Festungsbau begann im Raum Airolo und auf dem Gotthardpass und setzte sich im Raum Andermatt beidseits der Schöllenenschlucht fort.
Gegen Ende des 19. Jahrhunderts entstanden die drei Artilleriewerke Fort Stöckli, Fort Bühl und Fort Bäzberg, im Zweiten Weltkrieg kam dann noch das Artilleriewerk Gütsch hinzu und im Kalten Krieg je eine unterirdische Gebirgsunterkunft auf dem Bäzberg und der Gütsch.

## Werk

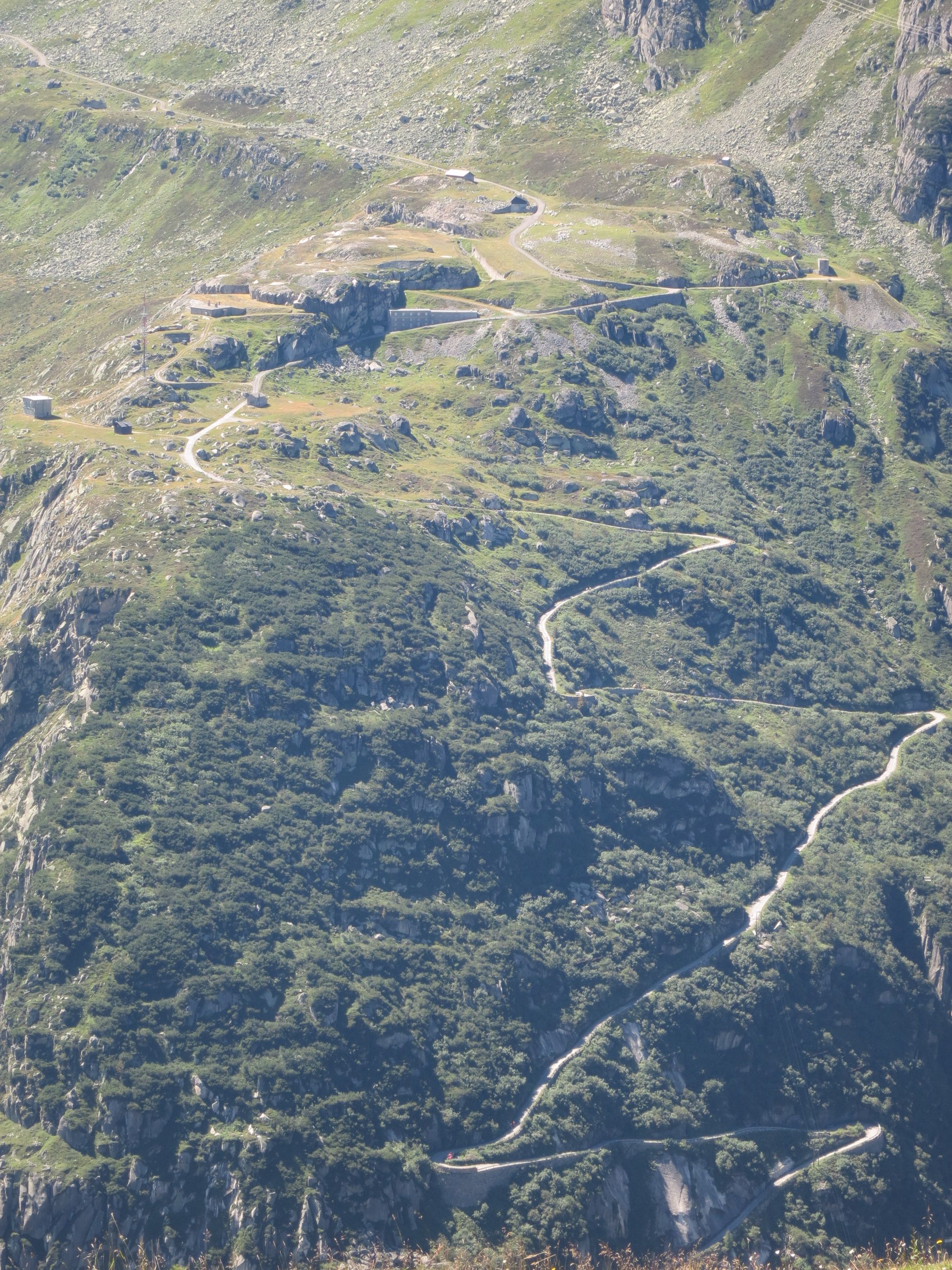
Bäzbergstrasse

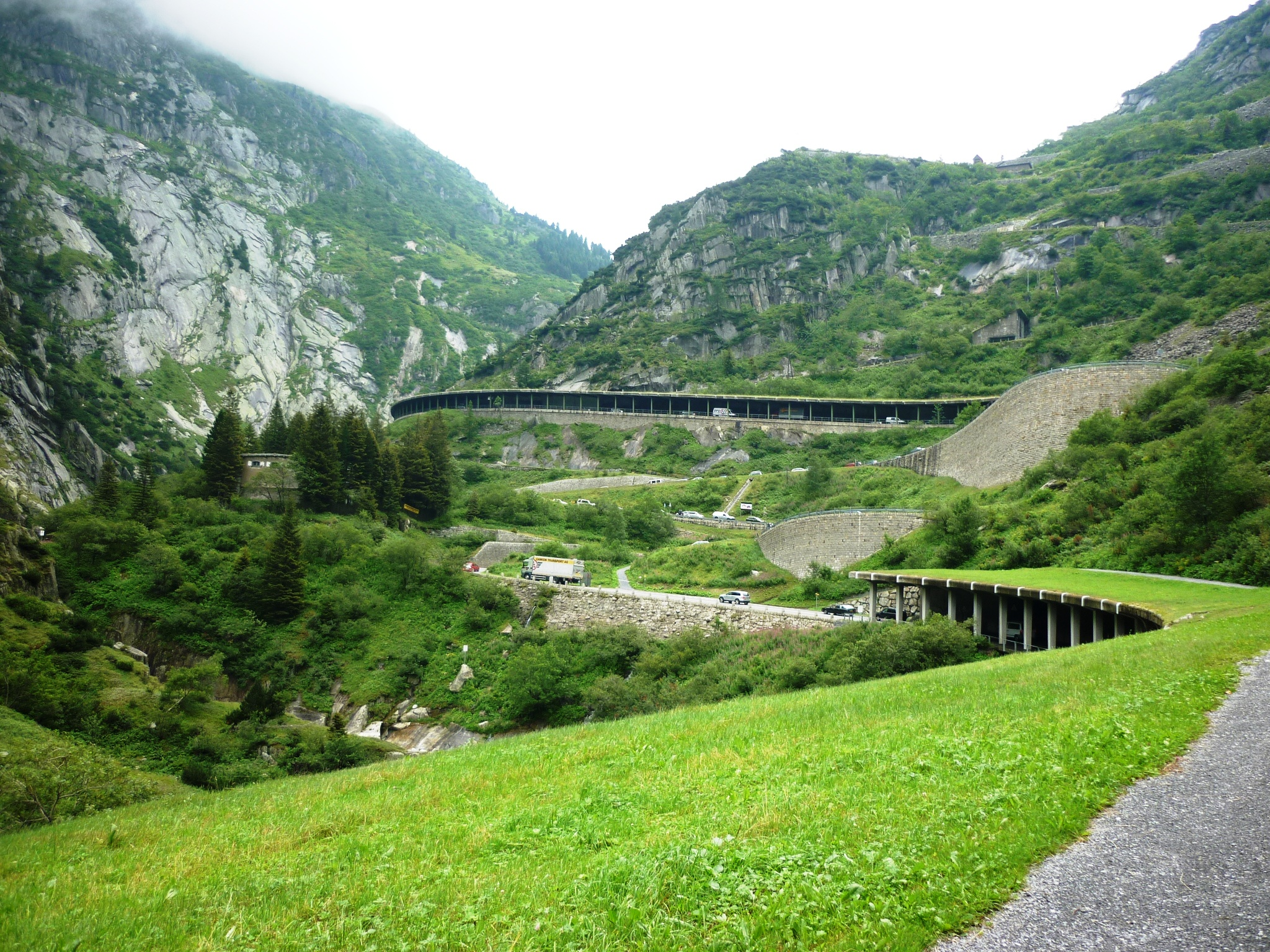
Zugang mit Strasse und Talstation der Militärseilbahn in der Schöllenenschlucht

Das auf 1850 m ü. M. liegende Fort sollte als erhöhte Sicherung mit einer weitreichenden Artillerie dienen. Wie in Airolo die Festung Motto Bartola das Forte Airolo sicherte, so sollte das Fort Bäzberg das 400 Meter tiefer gelegene Fort Bühl aus seiner überhöhten Position decken.
Dazu musste eine aufwändige, vier Kilometer lange Zufahrtsstrasse gebaut werden. 1889 wurde mit dem Bau der Strasse, 1890 mit dem Bau des Forts und 1891 mit der Munitionierung begonnen. Im Jahr 1892 war das Werk schussbereit.
In den Folgejahren wurden die Unterkunft und die Bewaffnung ausgebaut und verbessert. Nach 1903 wurde ausserhalb des Werkes eine permanente Annexbatterie aufgestellt, womit der Talboden zwischen Andermatt und Hospental unter Feuer genommen werden konnte.
Im Zweiten Weltkrieg wurde die Militärseilbahn Z316 von der Schöllenenschlucht (Eingang Teufelswand) bis auf den Bäzberg erstellt. Die Bergstation liegt neben der Felsenkaserne und ist durch einen langen Stollen mit dem Fort Bäzberg verbunden.
Die Mannschaft erhielt eine moderne Gebirgsunterkunft.
- Artilleriewerk Bäzberg A 8660	⊙
- Wachthaus Bäzberg B 2517 ⊙
- Kommandoposten Bäzberg B 2521
- Kehlkaserne Bäzberg B 2522 ⊙
- FWK-Gebäude Bäzberg B 2523 ⊙
- Talstation Militärseilbahn Z316 Brückwaldboden B 3541	⊙
- Bergstation Militärseilbahn Z316 Bäzberg B 3542 ⊙
- Felsenkaserne Bäzberg	⊙

## Auftrag und Bewaffnung
Die Anlage hatte den Zweck, primär das Engnis Schöllenen vom Urnerloch bis zur Teufelsbrücke zu sperren.
Erstbewaffnung mit Ergänzung von 1902/1903:
- drei Panzertürme mit je einer 12-cm-Kanone ⊙ ⊙ ⊙
- vier 5,3-cm-Fahrpanzer (Schnellfeuerkanonen mit Versenkpanzertürmen Modell 1887) ⊙ ⊙ ⊙ ⊙
- zwei drehbare Beobachtungspanzertürmchen.
- drei 8,4-cm-Ringrohrkanonen auf Mittelpivotlafetten in der Annexbatterie ⊙
- nach 1951 wurden die veraltete Artillerie und die durch Luftangriffe gefährdeten Panzertürme durch zwei 12 cm Festungsminenwerfer 1959 ersetzt.

## Schiessunfall 1944
Am 7. September 1944 ereignete sich bei einem Übungsschiessen in einem der Panzertürme mit 12-cm-Kanone ein schwerer Unfall. Durch einen bei der Schussabgabe austretenden Feuerstrahl entzündeten sich 14 im Turm gelagerte Treibladungsbeutel. In dem darauffolgenden Feuer im Panzerturm starben acht Wehrmänner.

## Ergänzende Bauten

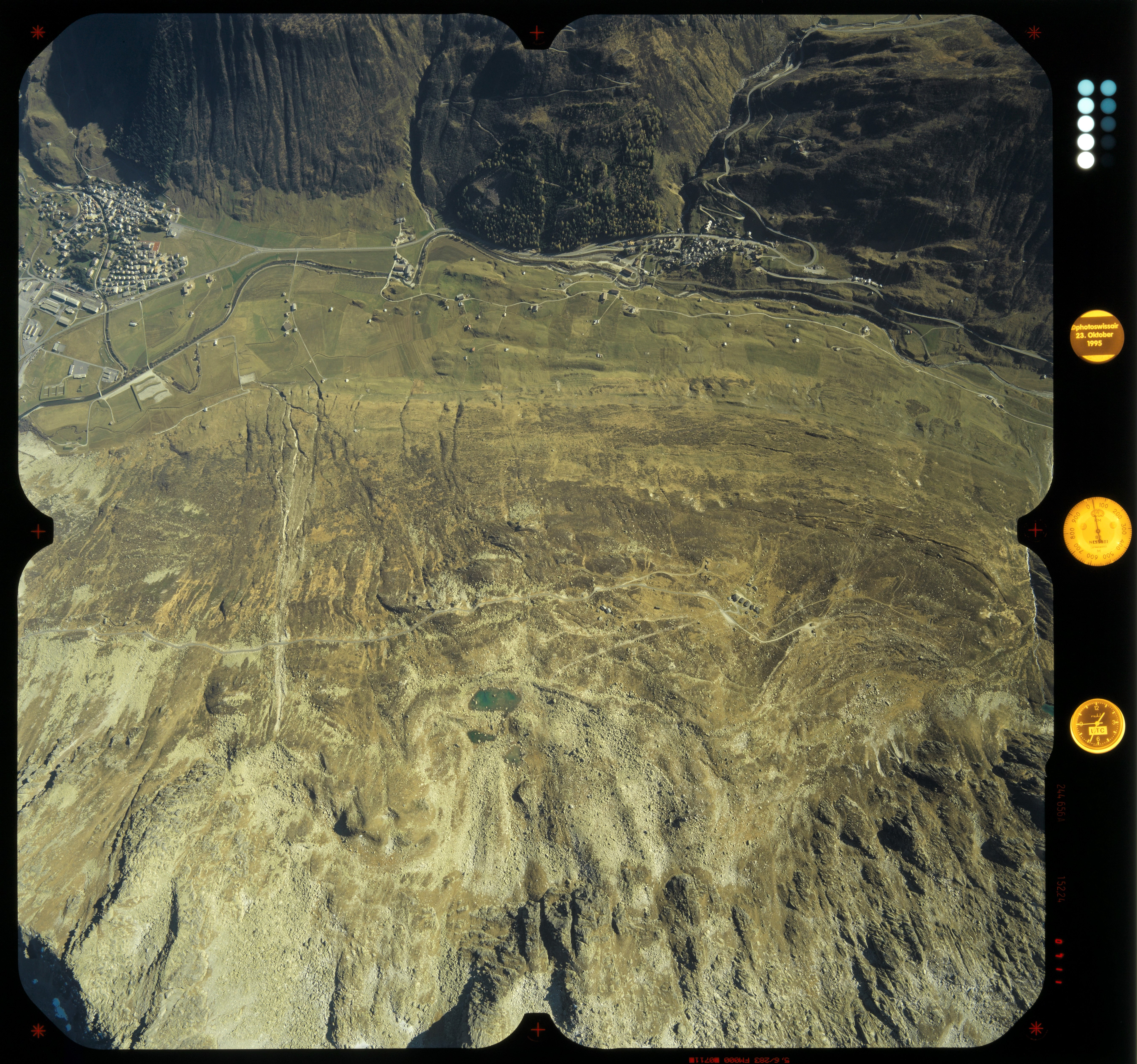
Batteriestellungen Fleuggern Rossmettlen

### Batteriestellung Fleuggern
Von 1911 bis 1913 wurden auf 1900 m ü. M. 600 Meter südwestlich des Forts Bäzberg zwei Halbbatteriestellungen für vier 12-cm-Positionsgeschütze mit Schussrichtung Gotthardpass erstellt.
- Permanente Artilleriestellung Fleuggern mit Unterstand A 8656 ⊙

### Batteriestellungen Rossmettlen
1911/1912 wurde auf 2100 m ü. M. nordwestlich ob Hospental eine vordere Stellung für zwei Halbbatterien mit je zwei 12-cm-Positionsgeschützen und eine hintere Stellung für eine weitere Halbbatterie mit zwei Geschützen mit Schussrichtung Furkapass gebaut. Die Stellung war mit Unterständen, Magazinen und sieben Unterkunftsgebäuden versehen.
- Permanente Artilleriestellung Rossmettlen mit Unterständen A 8651/8653 ⊙

### Blockhaus Brückwaldboden
Das 1890/1891 auf 1405 m ü. M. zur Sicherung der Zufahrtsstrasse erbaute massive zweistöckige Blockhaus mit Gewehrscharten wurde 1891 mit zusätzlichen Gewehrscharten in drei Strassenkurven der Bäzbergstrasse ergänzt.
- Permanente Waffenstellung Brückwaldboden  B 3032 ⊙

## Festungskompanie
Das Werk wurde von der Festungsbrigade 23 (bis 1951) und der Festungsartilleriekompanie 13 betrieben.